# 26945 Sushko
26945 Sushko è un asteroide della fascia principale. Scoperto nel 1997, presenta un'orbita caratterizzata da un semiasse maggiore pari a 2,3504810 UA e da un'eccentricità di 0,2192334, inclinata di 6,20489° rispetto all'eclittica.